# معزب السادة (مناخة)

تعديل مصدري - تعديل

معزب السادة هي إحدى قرى عزلة مسار بمديرية مناخة التابعة لمحافظة صنعاء، بلغ تعداد سكانها 137 نسمة حسب تعداد اليمن لعام 2004.